# India Gate
India Gate (officieel: All India War Memorial) is een triomfboog in de Indiase hoofdstad New Delhi. 
De 42 meter hoge boog werd in 1921 door Edwin Lutyens ontworpen, naar het voorbeeld van de Arc de Triomphe in Parijs. Het monument herinnert aan de soldaten uit Brits-Indië die in de Eerste Wereldoorlog voor het Britse Rijk zijn gestorven. 
Ingegraveerd zijn de 90.000 namen van deze overledenen en de namen van de 3000 soldaten die in de Derde Anglo-Afghaanse Oorlog zijn gesneuveld. Tevens worden de soldaten uit de Bengaalse onafhankelijkheidsstrijd geëerd.